# Сингх, Манжит
Манжит Сингх (англ. Manjeet Singh, род. 12 октября 1993, Карнал, Харьяна) — индийский шоссейный велогонщик.

## Карьера
Манжит Сингх родился в Карнале, но позже переехал со своей семьёй в Патиалу. Его отец и старший брат работают в каменокладочной области. Манжит начал заниматься велоспортом ещё в юности под руководством друга своего брата.
В 2014 году принял участие на чемпионате Азии в категории U23, где не финишировал в групповой гонке, а в индивидуальной гонке занял 11 место. Также выступил на Играх Содружества в групповой гонке, но не смог финишировать.
На национальном чемпионате 2015 года который проводился в феврале 2016 года чемпионом Индии в групповой гонке, но результаты этого чемпионата не были включены в календарь UCI. В этом же году выступил на Южноазиатских играх в индийском Гувахати. В командной гонке завоевал золото, а в индивидуальной гонке стал вторым. В групповой гонке занял пятое место.
В 2017 году занял третье место на чемпионом Индии в индивидуальной гонке.
В 2018 году стал чемпионом Индии в групповой гонке.
В 2019 году принял участие на чемпионате Азии, где занял 50-е место в групповой гонке, а на чемпионате Индии занял третье место в индивидуальной гонке.

## Достижения
2016
 Южноазиатские игры — командная гонка
 Южноазиатские игры — индивидуальная гонка
 Чемпион Индии — групповая гонка
2017
3-й на Чемпионат Индии — индивидуальная гонка
2018
 Чемпион Индии — групповая гонка
2019
3-й на Чемпионат Индии — индивидуальная гонка

## Рейтинги
| Год                 | 2022   | 2023   |
| ------------------- | ------ | ------ |
| Мировой рейтинг UCI | 2288-й | 1909-й |
| Азиатский тур UCI   | 250-й  | -      |
|                     |        |        |
| Источник: UCI       |        |        |